# 성주 순천박씨 충신문
충신문(忠臣門)은 대한민국 경상북도 성주군 수륜면 수륜리에 있는 조선시대의 충신문이다. 2006년 2월 16일 경상북도의 문화재자료 제502호로 지정되었다.

## 개요
충신문은 순천박씨 성주입향조인 고려 개성판윤 박가권(朴可權)의 7세손이며 임진왜란 때 의병장으로 참전하여 큰 공을 세운 의민공(毅愍公) 박이현(朴而絢)과 이괄의 난 때 순국한 그의 아들 충장공(忠壯公) 박영서(朴永緖)의 충절을 기리기 위하여 건립된 정각(旌閣)이다.
건물은 정면 2칸 측면 1칸의 맞배지붕 건물로서 인조 10년(1625) 두 사람에게 내려진 정려(旌閭)를 편액하기 위해 숙종 18년(1692)에 창건하여 오늘에 이르고 있다.
박이현 의병장은 남명(南冥) 조식(曺植)의 문인으로 임진왜란 때 김면(金沔)의 의병진에 참전하여 큰 공을 세우고 성주 가천의 전투에서 전사하였으며, 그 공으로 공조참의에 추증되었다. 이후 그의 아들 박영서가 이괄의 난 때 순국함으로써 다시 공조판서에 증직되고 의민(毅愍)의 시호를 받았다.
박영서 창성부사는 무과에 급제한 후, 1624년(인조 2년) 이괄의 난 때 도원수 장만(張晩)의 선봉장이 되어 남이흥(南以興), 정충신(鄭忠臣) 등과 함께 황주 신교(薪橋)전투에 참가하여 싸움의 와중에 순국하였으며, 후에 병조판서에 증직되고 충장(忠壯)의 시호를 받았다.
충신문은 비교적 건립 시기가 빠르고 현상을 잘 유지하고 있으며, 또 이 건물과 관련된 인물인 박이현과 박영서 부자의 충절이 높았기에 역사적·교육적으로 주목할 만한 가치가 있다.

## 참고 자료
- 충신문 - 국가유산청 국가유산포털